# Клочко, Любовь Ивановна
Любовь Ивановна Клочко (укр. Любов Іванівна Клочко; род. 26 сентября 1959, Запорожье) — советская и украинская легкоатлетка, специалистка по марафону. Выступала в 1980-х и 1990-х годах, член сборных СССР и Украины по лёгкой атлетике, победительница и призёрка ряда крупных международных стартов на шоссе, участница летних Олимпийских игр в Атланте. Мастер спорта СССР международного класса.

## Биография
Любовь Клочко родилась 26 сентября 1959 года в Запорожье, Украинская ССР. Занималась лёгкой атлетикой под руководством тренера Анатолия Ивановича Стрельца, в разное время представляла спортивные общества «Зенит» (1972—1978), «Буревестник» (1978—1982), «Колос» (1982—1999). Окончила Днепропетровский государственный институт физической культуры и спорта (1982).
Дебютировала в марафоне на всесоюзном уровне в сезоне 1985 года, когда с результатом 2:48:10 заняла 31-е место на чемпионате СССР по марафону в Могилёве.
В 1986 году показала 21-й результат на марафоне в Вильнюсе, 17-й результат на чемпионате СССР в рамках Игр доброй воли в Москве, пятый результат на Кубке СССР в Ужгороде.
В 1987 году среди прочего финишировала третьей на Женевском марафоне, превзошла всех соперниц на Кубке СССР по марафону в Белой Церкви. По итогам сезона удостоена почётного звания «Мастер спорта СССР международного класса».
В 1988 году отметилась победой на марафоне Кальвия.
В 1989 году заняла 23-е место на Лондонском марафоне, с личным рекордом 2:28:47 одержала победу на чемпионате СССР по марафону в Белой Церкви, была лучшей на Токийском международном женском марафоне. Стала третьей в 30-километровом Пробеге на приз газеты «Труд».
В 1990 году была 13-й и 9-й на Лондонском и Токийском марафонах соответственно. В составе советской сборной принимала участие в чемпионате Европы в Сплите, но здесь в марафоне сошла с дистанции.
В 1991 году стала второй на Сибирском международном марафоне в Омске, шестой на Берлинском марафоне, третьей на Токийском марафоне.
После распада Советского Союза Любовь Клочко продолжила профессиональную карьеру и представляла Украину. Так, в 1992 году она сошла на Лос-Анджелесском марафоне, победила на Кливлендском марафоне, стала второй на Сибирском международном марафоне и четвёртой на Берлинском марафоне, выиграла марафон Кальвия.
В 1993 году одержала победу на Лос-Анджелесском и Кливлендском марафонах, финишировала второй на Хоккайдском марафоне в Саппоро, закрыла десятку сильнейших Нью-Йоркского марафона.
В 1994 году вновь выиграла Кливлендский марафон, стартовала в марафоне на чемпионате Европы в Хельсинки, была девятой на Чикагском марафоне.
В 1995 году стала шестой на марафоне в Орландо, третьей на Лос-Анджелесском марафоне, второй на Кливлендском марафоне, заняла 70-е место на чемпионате мира по полумарафону в Бельфоре и 35-е место на Калифорнийском международном марафоне в Сакраменто.
В 1996 году во второй раз выиграла Лос-Анджелесский марафон, пришла к финишу третьей на Кливлендском марафоне. Представляла Украину на летних Олимпийских играх в Атланте, однако финишировать здесь не смогла.
Среди наиболее значимых достижений 1997 года — второе место на Кливлендском марафоне, победа на марафонах в Детройте и Колумбусе, шестой результат на Гонолульском марафоне.
В 1998 году выиграла марафон в Лейк-Буэна-Виста, стала второй на Остинском марафоне, шестой на Сибирском международном марафоне, в то время как на Токийском международном женском марафоне сошла.
В 1999 году участвовала в Нагойском международном женском марафоне, выиграла забег в Сеуле и на этом завершила спортивную карьеру.
С 2003 года работала старшим преподавателем на кафедре олимпийского и профессионального спорта в Запорожском университете.